# Lac Walchen
Le lac Walchen est un lac allemand, d'une superficie de 16,4 km2, situé au sud du land de la Bavière, dans la municipalité de Kochel am See. Il est un des plus grands et profonds lacs des Alpes bavaroises.

Le Lac par Lovis Corinth
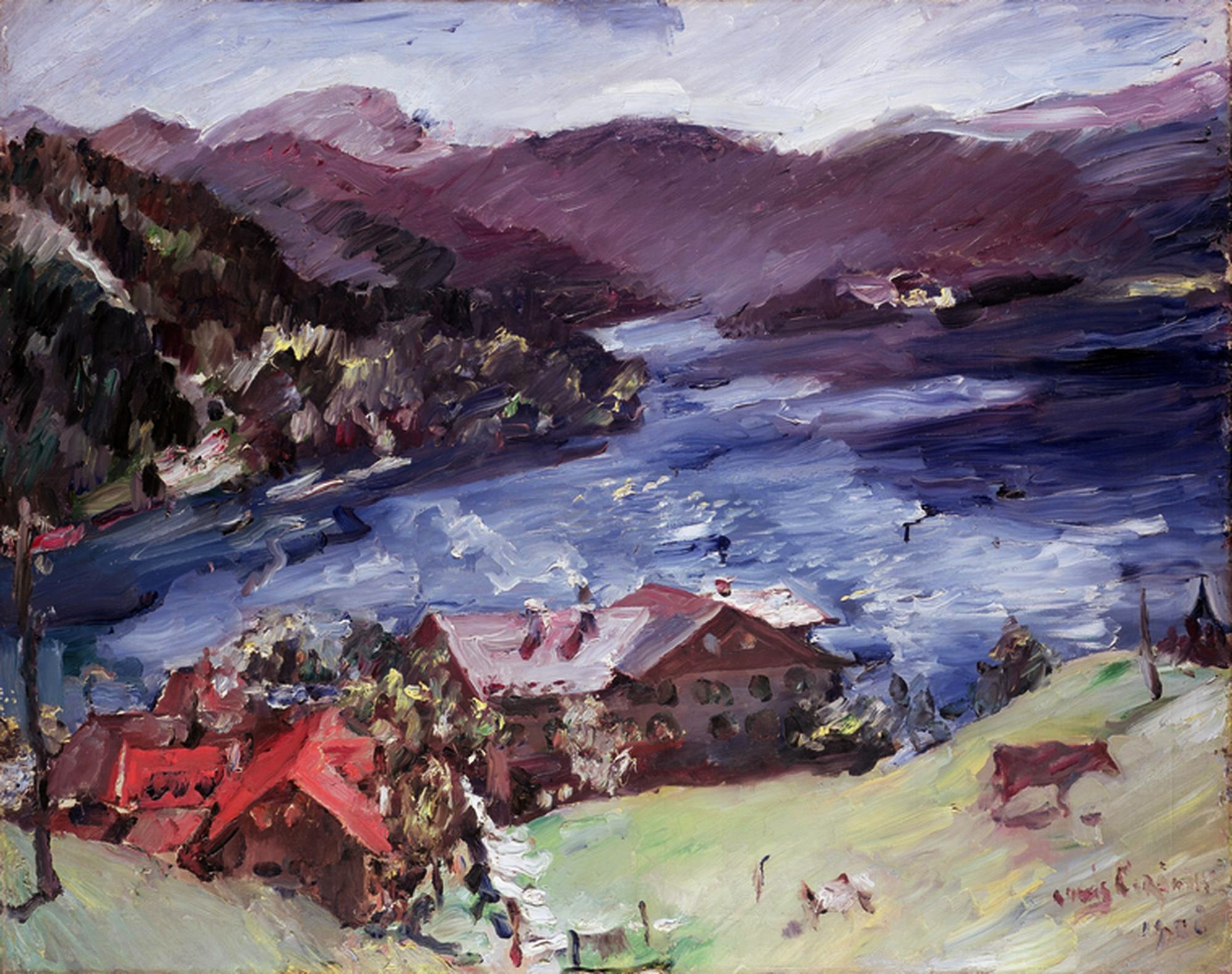
Walchensee, Paysage avec vache, 1921 Neue Pinakothek, Munich
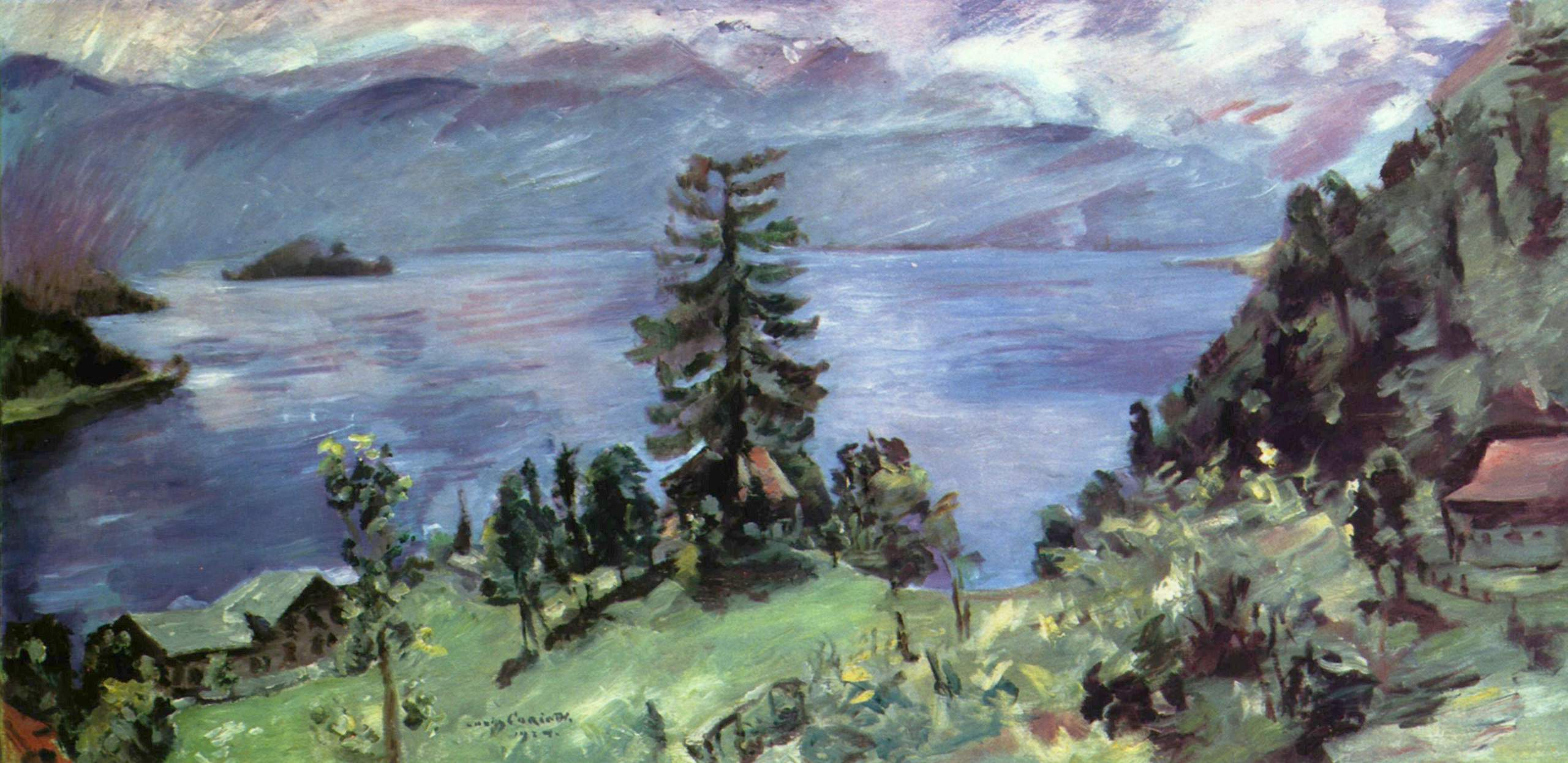
Panorama du lac Walchen, 1924 Musée Wallraf-Richartz, Cologne